# Taganka-Gefängnis
Das Taganka-Gefängnis (russisch Таганская тюрьма, vollständiger Name: Московская губернская уголовная тюрьма, übersetzt: Moskauer Provinzgefängnis für Kriminelle) war von 1804 bis 1958 ein Gefängnis im Moskauer Stadtteil Taganski.

## Geschichte
Es wurde während der Herrschaft des Zaren Alexander I. im Jahr 1804 erbaut. Es lag zwischen der ul.  Malyje Kamenschtschiki (russisch ул. Малые Каменщики) und Nowospassky pereulok (russisch Новоспасскый переулок) am Stadtrand. Der Standort gehört heute zum zentralen Verwaltungsbezirk Moskaus. Das Taganka-Gefängnis galt als das schwerste der drei in Moskau befindlichen Gefängnisse. Ab dem Ende des 19. Jahrhunderts wurden neben Kriminellen auch zunehmend politische Gefangene inhaftiert. Das Gefängnis hatte mehrere Werkstätten, in denen die Gefangenen arbeiten mussten: Schneiderwerkstatt, Mechanische Werkstatt, Schmiede und Schlosserwerkstatt, Dreherei, Buchbinderei und Druckerei.
Nach der Oktoberrevolution wurden in den Gefängniswerkstätten Arbeiten für die Regierung, den Geheimdienst und zur Eigenversorgung durchgeführt. Im Juli 1920 arbeiten im Taganka-Gefängnis 191 Bewacher für 1200 Häftlinge. In den Werkstätten und bei Außenarbeiten wurden 500 Häftlinge eingesetzt, in der Druckerei und Buchbinderei arbeiteten 56 Häftlinge. Im Jahr 1940 saßen 4120 Häftlinge im Taganka-Gefängnis ein, darunter viele denunzierte Parteikader. Für viele Insassen war es auch die Zwischenstation vor der Verbannung oder der Haft in einem Gulag.
General Wlassow und sein Stab wurde nach seiner Verurteilung am 1. August 1946 im Hof des Taganka-Gefängnisses gehängt.
In den letzten Jahren des Betriebs lautete der offizielle Name „Zentrales Durchgangsgefängnis Taganskaja, Achte Abteilung, Ministerium für Innere Angelegenheiten der UdSSR“.
Ab 1958 wurde das Taganka-Gefängnis bis auf das heute noch bestehende Verwaltungsgebäude an der uliza Malyje Kamenschtschiki 16 abgerissen. An seiner Stelle wurden vier fünfstöckige Wohnhäuser und ein Kindergarten errichtet.

## Bekannte Häftlinge
Nach der Oktoberrevolution wurden viele Adlige, Priester und Mitglieder der mit dem Bolschewiki rivalisierenden Parteien im Taganka-Gefängnis inhaftiert. Auch viele Opfer Stalins wurden im Taganka-Gefängnis inhaftiert.
- Leonid Nikolajewitsch Andrejew (1871–1919), russischer Schriftsteller
- Nikolai Ernestowitsch Bauman (1873–1905), russischer Revolutionär
- Seraphim Tschitschagow (1856–1937), Metropolit von St. Petersburg 1928–1933, Haft 1937
- Pawel Alexandrowitsch Florenski (1882–1937), russischer Religionsphilosoph, Theologe, Mathematiker und Kunstwissenschaftler, Haft vermutlich 1933
- Michail Sergejewitsch Kedrow (1878–1941), sowjetischer Politiker und Tschekist
- Daniil Alexandrowitsch Koschubergenow, sowjetischer Soldat, 1942 wegen Feigheit vor dem Feind verurteilt
- Leonid Borissowitsch Krassin (1870–1926), russischer Revolutionär und früher Kampfgefährte von Lenin
- Martin Iwanowitsch Latsis (1888–1938), sowjetischer Revolutionär, Politiker und Tschekist
- Anatoli Wassiljewitsch Lunatscharski (1875–1933), sowjetischer Bildungsminister bis 1929
- Sawwa Iwanowitsch Mamontow (1841–1918), russischer Industrieller und Kunstmäzen des 19. Jahrhunderts, Haft 1918
- Michail Andrejewitsch Osorgin (1878–1942), russischer Schriftsteller und Journalist
- Marcel Pauker (1896–1938), rumänischer Aktivist der Komintern
- Leonid Petrowitsch Radin (1860–1900), russischer Revolutionär und Dichter des Liedes „Brüder, zur Sonne, zur Freiheit“, Haft 1895/1896
- Thomas Sgovio (1916–1997), amerikanischer Ex-Kommunist und Künstler, Haft 1938
- Jakow Trachtenberg (1888–1951 oder 1953), ukrainischer Ingenieur und der Erfinder der Trachtenberg-Schnellrechenmethode
- Andrei Andrejewitsch Wlassow (1901–1946), sowjetischer Generalleutnant, Überläufer, Kommandeur der Russischen Befreiungsarmee (Wlassow-Armee)